# Silke Biermann

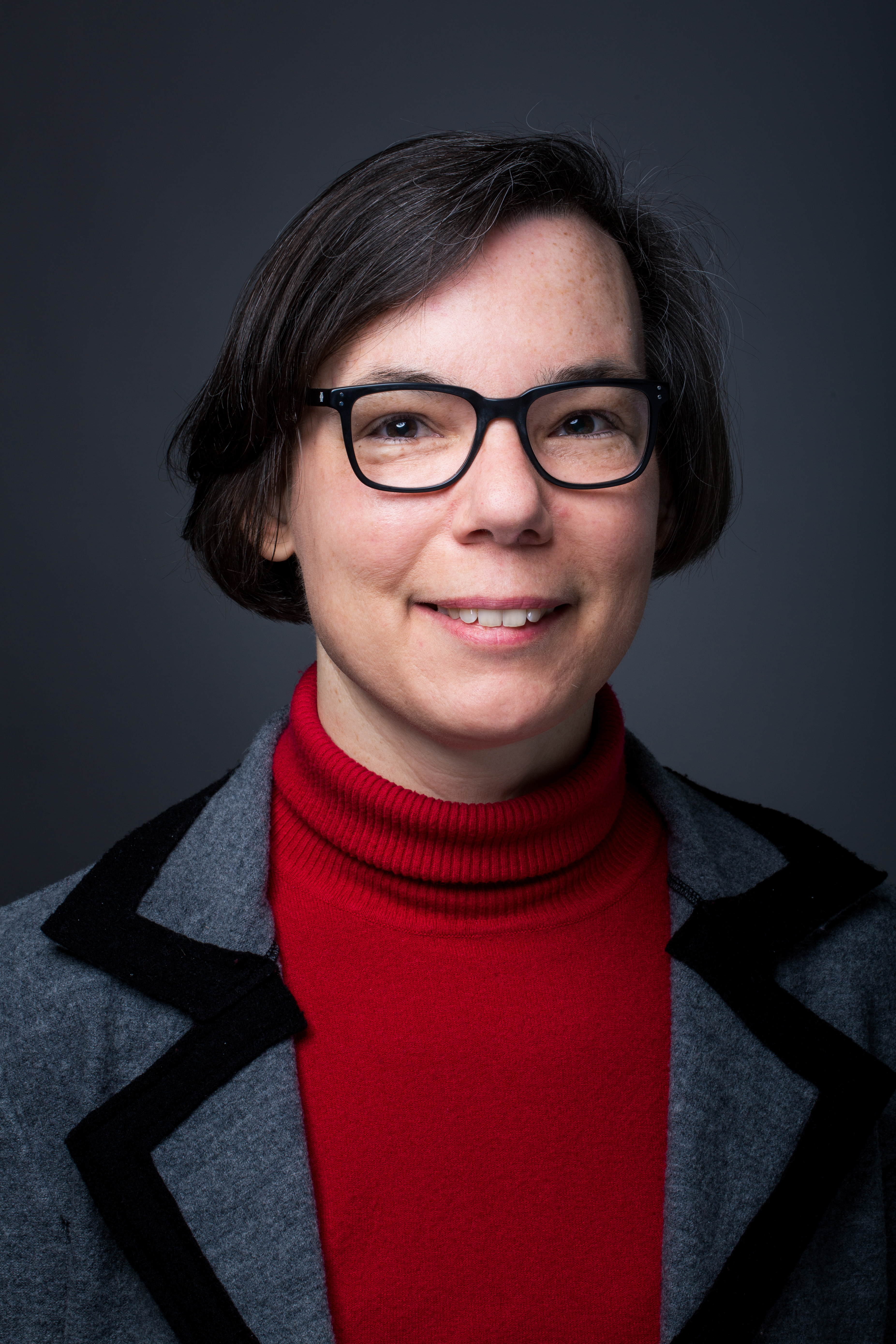
Silke Biermann

Silke Biermann (* 1978) ist eine deutsche theoretische Physikerin.

## Leben
Silke Biermann studierte Physik an der Universität zu Köln (Diplom 1996, Promotion 2000, angefertigt am Forschungszentrum Jülich) und in Paris (Magistère inter-universitaire de physique der Universitäten Pierre-et-Marie-Curie, Paris-Diderot, Paris-Süd, Sorbonne Paris Nord und der École Normale Supérieure 1994). 1996/97 war sie Gastwissenschaftlerin an der Texas A&M University. Als Post-Doktorandin war sie 2000 bis 2003 am Labor für Festkörperphysik der Universität Paris-Süd und an der École Normale Superireure. 2003 wurde sie Professorin (Chargée de Cours) an der École polytechnique. Dort ist sie Präsidentin der Abteilung Physik (2020).

## Wirken
Sie forscht über stark korrelierte elektronische Systeme in der Festkörperphysik, insbesondere mit ab intio Berechnungen in dynamischer Molekularfeldtheorie (DMFT). Dabei führte sie präzise nach den lokalen atomaren Umgebungen der betrachteten Materialien konzipierte Potentiale ein. Sie wandte dies unter anderem auf die Untersuchung von Supraleitern mit Eisenbasis, Iridate (im Volumen magnetisch, auf der Oberfläche Spinflüssigkeiten), Isolator- und Halbleiteroberflächen, Lanthanoide und Actinoide, quasi-eindimensionale Systeme und Metall-Isolator-Übergänge an.

## Auszeichnungen
2014 erhielt sie einen Consolidator Grant des Europäischen Forschungsrats. 2016 erhielt sie den Paul-Langevin-Preis und 2020 die Silbermedaille des CNRS. Sie ist aktiv in der European Theoretical Spectroscopy Facility.

## Schriften (Auswahl)
- mit F. Aryasetiawan, A. Georges: First-Principles Approach to the Electronic Structure of Strongly Correlated Systems: Combining the GW Approximation and Dynamical Mean-Field Theory, Phys. Rev. Lett., Band 90, 2003, S. 086402
- mit F. Aryasetiawan, M. Imada, A. Georges, G. Kotliar, A. I. Lichtenstein: Frequency-dependent local interactions and low-energy effective models from electronic structure calculations, Phys Rev. B, Band 70, 2004, S. 195104
- mit E. Pavarini, A. Poteryaev, A. I. Lichtenstein, A. Georges, O. K. Andersen: Mott Transition and Suppression of Orbital Fluctuations in Orthorhombic Perovskites, Phys. Rev. Lett., Band 92, 2004, S. 176403
- mit A. Poteryaev, A. I. Lichtenstein, A. Georges: Dynamical Singlets and Correlation-Assisted Peierls Transition in VO2, Phys. Rev. Lett., Band 94, 2005, S.  026404
- mit L. de’Medici, A. Georges: Orbital-selective Mott transition in multiband systems: Slave-spin representation and dynamical mean-field theory, Phys. Rev. B, Band 72, 2005, S. 205124
- mit L de’Medici, A. Georges: Non-fermi-liquid behavior and double-exchange physics in orbital-selective Mott systems, Phys. Rev. Lett., Band 95, 2005, S. 206401
- mit F. Lechermann u. a.: Dynamical mean-field theory using Wannier functions: A flexible route to electronic structure calculations of strongly correlated materials, Phys. Rev. B, Band 74, 2006, S. 125120
- mit B. Amadon, A. Georges, F. Aryasetiawan. The {\displaystyle \alpha } -{\displaystyle \gamma } Transition of Cerium Is Entropy Driven, Phys. Rev. Lett., band 96, 2006, S. 066402
- mit L. Perfetti, M. Wolf u. a.: Time Evolution of the Electronic Structure of 1T-TaS2 through the Insulator-Metal Transition, Phys. Rev. Lett., Band 97, 2006, S. 067402
- mit M. Aichhorn u. a.: Dynamical mean-field theory within an augmented plane-wave framework: Assessing electronic correlations in the iron pnictide LaFeAsO, Phys. Rev. B, Band 80, 2009, S. 085101
- mit V. Vildosola u. a.: Bandwidth and Fermi surface of iron oxypnictides: Covalency and sensitivity to structural changes, Phys. Rev. B, Band 78, 2008, S. 064518
- mit M. Aichhorn u. a.: Theoretical evidence for strong correlations and incoherent metallic state in FeSe, Phys. Rev. B, Band 82, 2010, S. 064504
- mit L. Vaughier, H. Jiang: Hubbard U and Hund J exchange in transition metal oxides: Screening versus localization trends from constrained random phase approximation, Phys. Rev. B, Band 86, 2012, S. 165105
- mit P. Werner u. a.: Satellites and large doping and temperature dependence of electronic properties in hole-doped BaFe 2 As 2, Nature Physics, Band 8, 2012, S. 331–337
- mit T. Ayral, P. Werner: Screening and nonlocal correlations in the extended Hubbard model from self-consistent combined, Phys. Rev. B, Band 87, 2013, S. 125149
- mit P. Seth, P. Hansmann, A. van Roekeghem, L. Vaugier: Towards a First-Principles Determination of Effective Coulomb Interactions in Correlated Electron Materials: Role of Intershell Interactions, Phys. Rev. Lett., Band 119, 2017, S. 056401.
- mit M. Hirayama, T. Miyake, M. Imada: Low-energy effective Hamiltonians for correlated electron systems beyond density functional theory, Phys. Rev. B, Band 96, 2017, S. 075102.
- mit P. Delange, S. Backes, A. van Roekeghem, L. Pourovskii, H. Jiang: Novel Approaches to Spectral Properties of Correlated Electron Materials: From Generalized Kohn-Sham Theory to Screened Exchange Dynamical Mean Field Theory, Journal of the Physical Society of Japan, Band 87,  2018, S. 041003.